# Кафедральний собор Параскеви Сербської (Чернівці)
Церква Святої Параскеви Сербської — одна з найгарніших культових споруд міста Чернівці.
Це найдавніший мурований храм у місті (хоча у теперішніх межах міста найдавніший храм — церква Різдва Пресвятої Богородиці на Гореча).

## Будівництво та освячення церкви

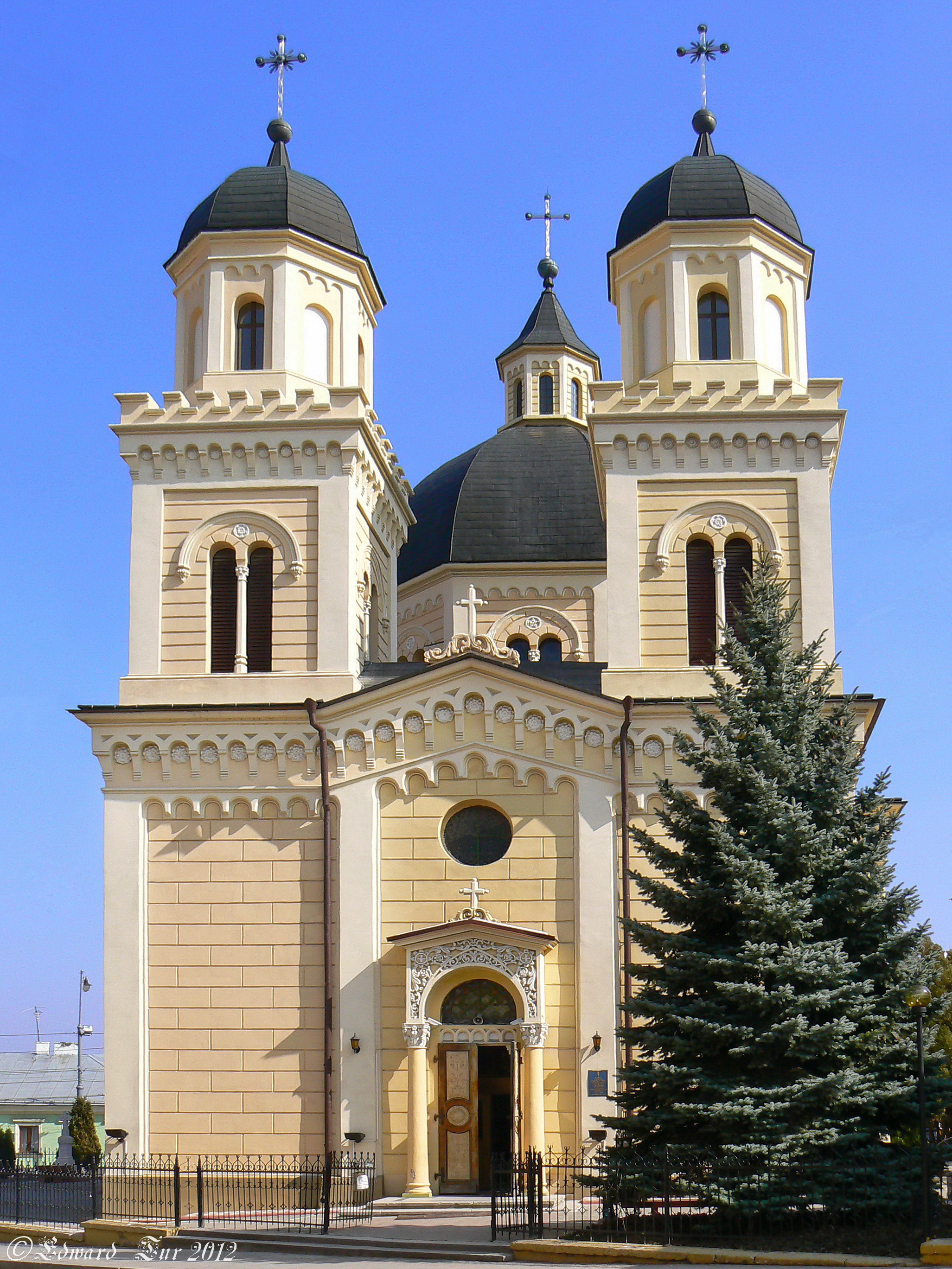
Церква Святої Параскеви Сербської

Її будівництво почалося 1844 року біля старої дерев´яної церкви (на декілька десятків метрів південніше). Зараз на місці маленької церкви, навпроти великого храму, стоїть хрест. Священна споруда будувалася за проектом місцевого архітектора А. Павловського. Особливих зусиль доклав тодішній настоятель храму Андрій Васильович, який пожертвував на богоугодну справу власні кошти. Він довів будівлю аж до самого даху, але для продовження робіт йому забракло грошей. Завершити будівництво, яке затягнулося майже на два десятиліття, допоміг Буковинський православний релігійний фонд.

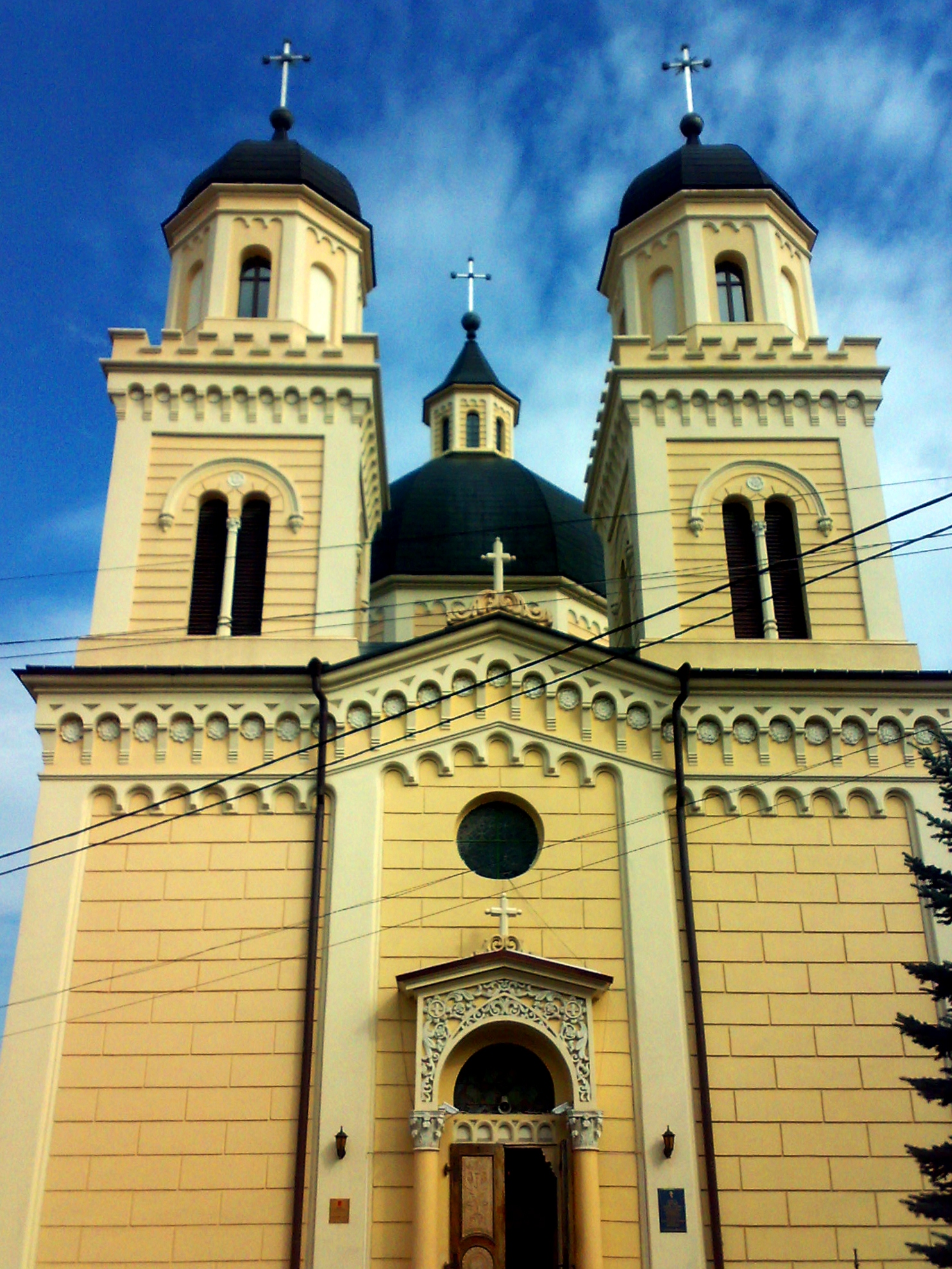
Вигляд фасаду церкви Святої Параскеви Сербської

Церква була освячена 5 (17) лютого 1862 року єпископом Євгеном Гакманом на честь преподобної Параскеви Сербської.

## Богослужіння, яке розбудило буковинців
Саме у церкві Святої Параскеви відбулася подія, яка стала знаковою для найчисленнішої громади Буковини: місцеві русини вперше визначили свою приналежність до української нації. Це сталося 29 лютого (за ст. ст.) 1864 року, коли у новозбудованому міському храмі урочисто вшанували 4-ті роковини смерті Кобзаря. Ця ідея народилася у середовищі українських гімназистів та семінаристів міста, які познайомилися з творчістю українського поета, художника Тараса Григоровича Шевченка завдяки своїм викладачам.
Богослужіння з нагоди роковин відправив отець Сидір Мартинович. В урочистостях взяли участь як православні, так і греко-католики.

## Церква у радянські часи
У совєтський час храм було закрито. Тривалий час приміщення церкви використовували під склад, згодом перетворили на шаховий клуб. При цьому всі фрески на стінах були знищені й замальовані.
Будівлю церкви повернули віруючим у роки перебудови. На той час від усього церковного інвентарю вціліли лише центральне панікадило (світильник) і великий дзвін.
На подвір'ї був також хрест з написами румунською мовою, але він був знищений радянською владою.

## Незалежність
Православна громада церкви Св. Параскеви одна з перших у Чернівцях перейшла під омофор патріарха Київського і Всієї України Мстислава. Від 1992 року храм тимчасово набув статусу собору.
Відтоді цей храм є кафедральним собором Чернівецької єпархії Православної Церкви України.

## Сьогодення
Сьогодні в церкві Святої Параскеви регулярно правляться богослужіння. По неділях тут правиться по три служби підряд. До Великодня 2012 року до храму мають привезти нові дзвони.
При церкві працює недільна школа, де всі діти парафіян можуть брати уроки релігії художнього слова, церковного співу і малювання.

## Враження від церкви
У нарисі, вміщеному в московофільному «письмі літературно-науковому» «Родимый листокъ» за 1881 рік, що видавалося в Чернівцях, автор (який сховався під криптонімом Г.Кр.) висловлює своє захоплення церквою Параскеви, що стала окрасою міста:
«Мені вона подобається навіть більше, ніж собор кафедральний; щоправда, вона не така величава й імпозантна, як останній, але зате полонить кожного своєю ніжною будівлею, однією лише, але високо круглою банею посередині, двома симетричними вежицями і гарним ґанком від входу. Коли ж останнім часом обвели її залізною решіткою, а товариство, створене в нашому місті задля прикрашання його заклало довкола неї щось на кшталт маленького парку, то мило вітає вона кожного, хто, відвідуючи Чернівці, видряпається із двірця (тобто залізничного вокзалу) на високу гору, на котрій наше місто так гарно розляглося»

## Світлини

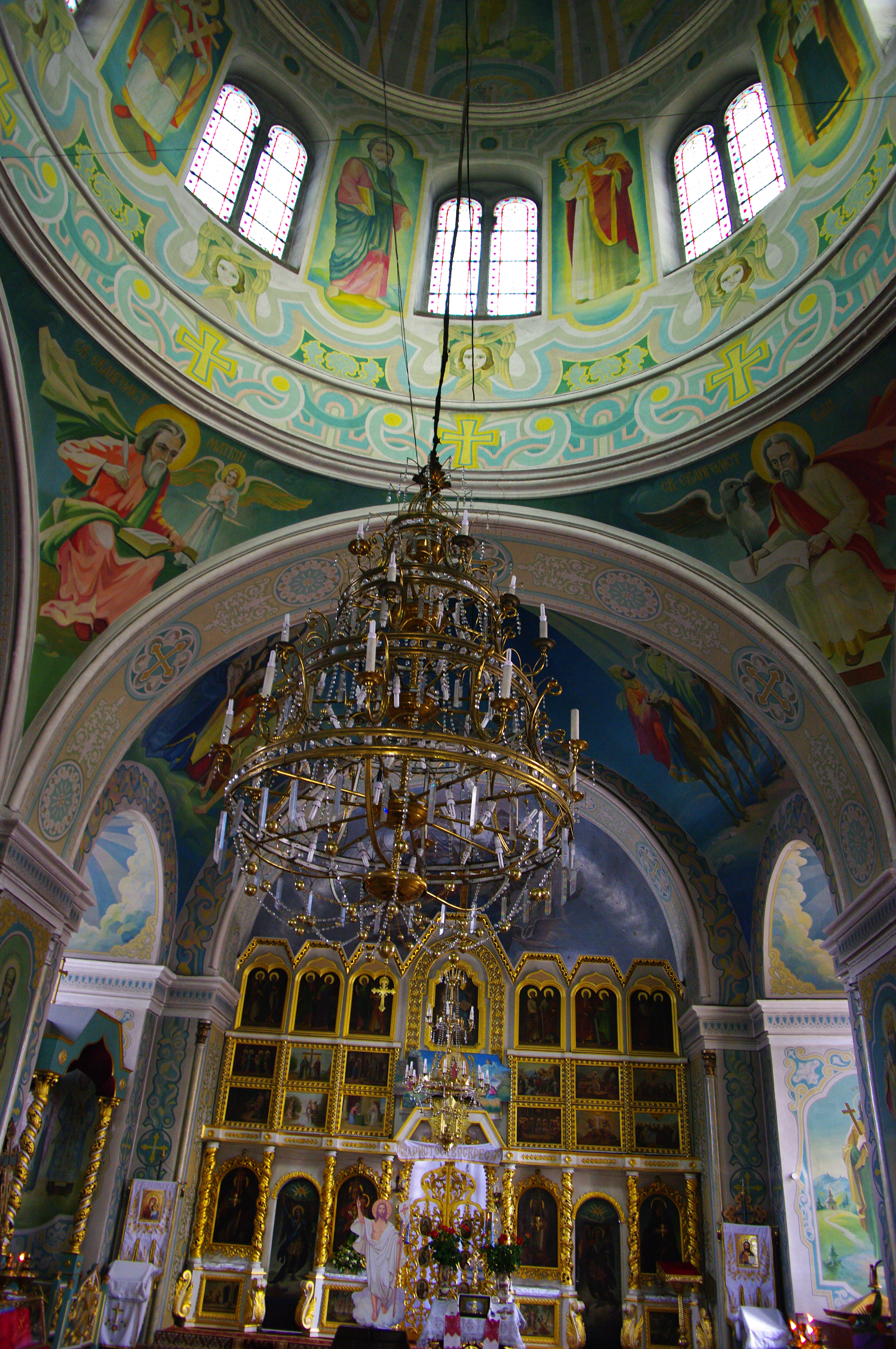
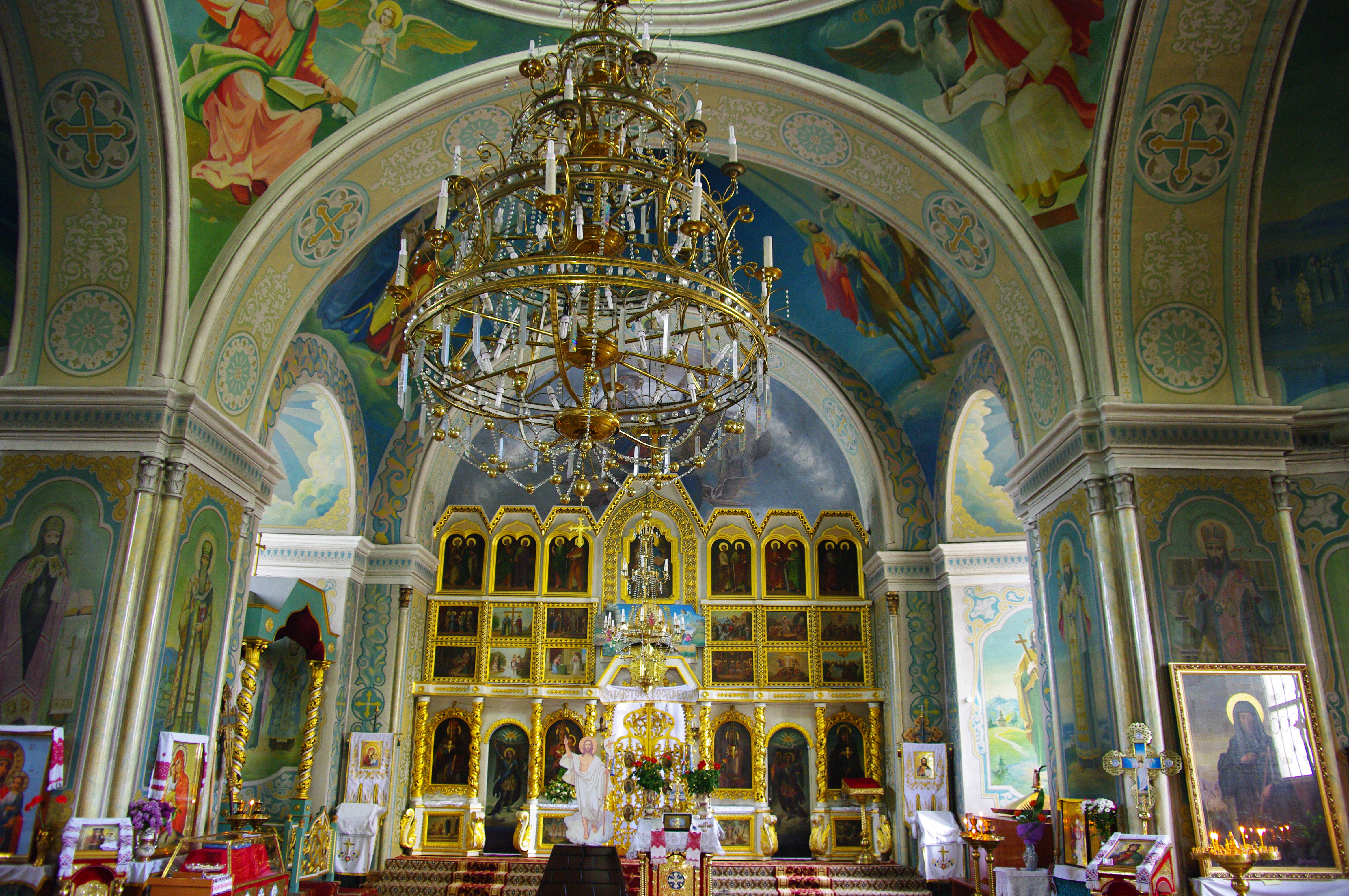
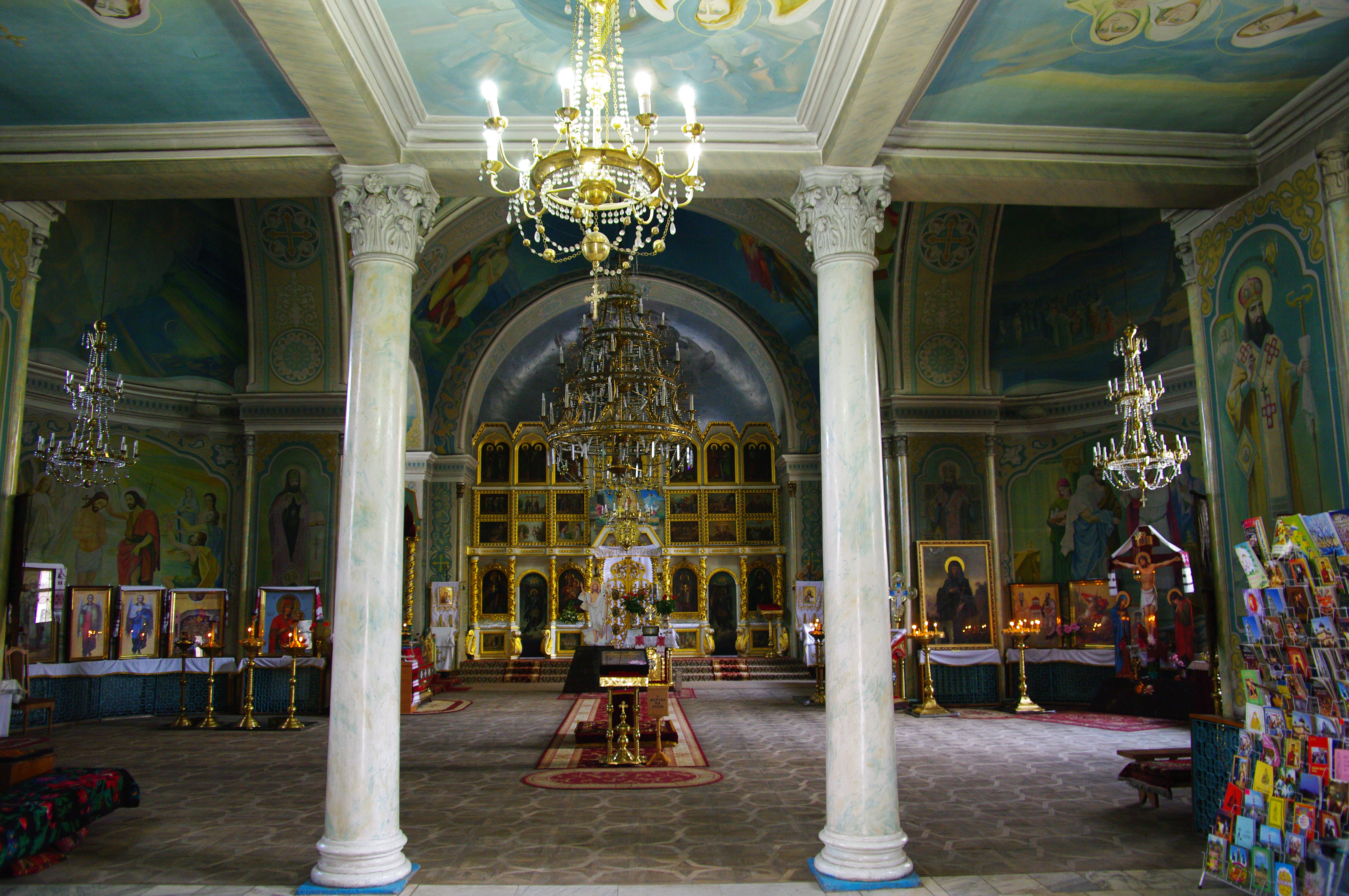